# Skåningstorpskärret
Skåningstorpskärret este o arie protejată (arie specială de conservare — SAC, sit de importanță comunitară — SCI) din Suedia întinsă pe o suprafață de 2,7 ha, integral pe uscat.

## Localizare
Centrul sitului Skåningstorpskärret este situat la coordonatele 58°25′57″N 13°51′19″E / 58.4325°N 13.8554°E.

## Înființare
Situl Skåningstorpskärret a fost declarat sit de importanță comunitară în ianuarie 1997 pentru a proteja un număr necunoscut de specii din flora spontană și fauna sălbatică aflate în arealul zonei. Situl a fost protejat și ca arie specială de conservare în martie 2011.

## Biodiversitate
Situată în ecoregiunea boreală, aria protejată conține 2 habitate naturale: Mlaștini alcaline, Izvoare petrifiante cu formare de travertin (Cratoneurion).
La baza desemnării sitului se află un număr nedeclarat de specii protejate.